# アンドレーア・ラドゥカン
アンドレーア・ラドゥカン（Andreea Mădălina Răducan, 1983年9月30日-）は、ルーマニア、ブルラド（Bârlad）出身の女子体操選手。

## 人物
4歳から体操競技を始め、1995年頃からジュニアの国際大会に出場し2002年に19歳で引退した。引退時、身長152cm、42 kg。得意種目はゆか、平均台だが、跳馬と段違い平行棒もそつなくこなす万能型でもあった。
だが16歳のときに出場した2000年シドニーオリンピックでルーマニア女子としてナディア・コマネチ以来、2人目となる個人総合での優勝を勝ち取るもののドーピング検査で禁止薬物「塩酸プソイドエフェドリン」の陽性反応が出たため資格を剥奪された。金メダルには同じくルーマニアのシモナ・アマナールが繰り上がった。ラドゥカンはこの金メダル剥奪事件と端正な容姿から「悲劇のヒロイン」として、コルブトやコマネチに並ぶ人気を得た。参加選手にメールを送ることができるIBMファンメールシステムで、シドニーオリンピック期間中のファンメール受信数で 第5位（1位はイアン・ソープ、また上位5名のうち3名が地元オーストラリアの選手であった）となる。同僚には「ピーマン」と呼ばれており、チームのムードメーカーであった。
アマナールの引退後、自身が引退するまでルーマニアナショナルチームのキャプテンを務め、現在は母国・ルーマニアの首都ブカレストに在住している。テレビやラジオに活躍の場を移し、司会者、スポーツ解説者、スポーツキャスター、ラジオパーソナリティ、タレント、モデルをこなす他、旅行代理店のイベントプロモーターなどの仕事をしている。家族は父、母、弟。来日は98年、00年、01年の中日カップと03年3月21日放送のTBSテレビ「SASUKE」出演（1stステージ敗退）の4回である。本来は左利きだが、ペンは右手で使うらしい。体操競技以外のスポーツではフィギュアスケートとアーティスティックスイミングを好んで鑑賞する。

## シドニーオリンピックのドーピング疑惑
検査でプソイドエフェドリンの陽性反応が出たものの、ラドゥカンが故意にドーピングを行っていた可能性はない。
プソイドエフェドリンには覚醒作用があり、興奮剤、覚せい剤の原料として使用されるため、IOC（国際オリンピック委員会）の禁止薬物に指定されている。パワー系競技や、チーム競技の戦意向上の目的での使用前例はあるが、カフェイン同様、手の震えなどの原因となるため、数ミリ単位で技の精度を競い合う女子体操競技で使用されることはない。現に体操選手が使用するメリットがないため、FIG（国際体操連盟）の禁止薬物リストには記載されていない。また内服用鼻づまり薬として広く用いられてきた医薬品でもあり、日本で売られている市販の風邪薬の約7割にもその成分は含まれている。ラドゥカンは競技当日に熱があったため、ルーマニアチーム帯同の医師（ボランティア）より処方された風邪薬を服用していた。この薬にプソイドエフェドリンが含まれていたことは確認されており、明らかに医師の不注意の被害者であるというのが、IOCの結論でもある。
ラドゥカンは同オリンピックで跳馬で銀、団体総合で金も獲得しており、これらの競技でのドーピング検査が陰性であったこともドーピング疑惑を否定するものであった。しかしIOCとしてもこのような前例を認める訳にいかず、アンチ・ドーピングへの強固な姿勢を示すための、いわば「見せしめ」として金メダルを剥奪した。この決定に抗議したルーマニアチームはメダリストによるエキシビションへの参加をボイコットした。IOCの公式記録では金メダル剥奪扱いだがルーマニア政府はラドゥカンの功績を讃え、金メダル獲得時に支払われる報奨金3万ドルを与えている。また金メダルはルーマニア帰国後に、繰り上げ金になったチームメイトのアマナールからラドゥカンに返還されており、現在はラドゥカンの手元にある。ちなみに陽性反応が出たのは個人総合競技後の検査ではなく、3日後に行われた種目別跳馬の競技後の検査である。代謝期間などを考慮して、個人総合のメダルのみが剥奪対象となった。
チームメイト数名も同じ薬を服用したと証言しているが、彼らのドーピング検査は陰性であった。当時ラドゥカンが身長148cm、37kgと非常に小柄だったため、一般人よりも薬物代謝が遅れたことも陽性反応が出る一因になった。ラドゥカンは2004年に朝日新聞のインタビューに答え、「この事件がトラウマとなり、薬が飲めなくなった」と語っている。ラドゥカンは現在も正式な金メダリストとしての資格を取り戻すための活動を続けている。2007年2月にはYouTube に、ファンに向けての感謝のコメントを母国語の ルーマニア語 と流暢な 英語 で公開した。

## ゆか競技使用曲
- 1997年 Pulstar / Alpha （ヴァンゲリス「反射率0.39」より)
- 1998〜99年 Las Carretas del Rocio（スペイン交響楽団 Orquesta Sinfónica de España）
- 2000年 Reel Around The Sun (ビル・ウィーラン「リバーダンス」より)
- 2001年 Eclipse（シルク・ドゥ・ソレイユ Cirque du Soleil「Nouvelle Experience」より）
- 2002年 Right In The Night / Meet Her At The Love Parade（Jam & Spoon「Tripomatic Fairytales 2001」より / Da Hool「Here Comes "Da Hool"」より）

## 主な大会記録
- 1993年
  - ルーマニアジュニア選手権 ゆか優勝
- 1997年
  - ルーマニア選手権 個人総合3位
- 1998年
  - ルーマニア選手権 個人総合3位
  - 欧州ジュニア選手権 団体2位、個人総合4位、平均台2位、ゆか3位
  - 中日カップ 個人総合7位、跳馬4位、段違い平行棒7位、平均台優勝、ゆか3位
- 1999年
  - ルーマニア選手権 個人総合2位、跳馬3位
  - ルーマニア対オランダ 団体優勝、個人総合4位
  - 世界選手権 団体優勝、個人総合5位、ゆか優勝、平均台2位
  - グラスゴー杯 平均台優勝、ゆか2位、跳馬6位、段違い平行棒6位
  - アーサー・ガンダー記念 個人総合3位
  - トロフィー・マシリア 団体優勝、個人総合2位、ゆか優勝
  - スイスカップ ゆか優勝、跳馬2位、平均台3位、段違い平行棒3位
- 2000年
  - 国際ルーマニア選手権 平均台2位
  - ラ・デュエル・グランプリ 平均台優勝、ゆか優勝
  - コットバス杯 平均台2位、跳馬7位、ゆか8位
  - 欧州選手権 団体3位、個人総合6位、ゆか2位、平均台5位
  - スペイン-ルーマニア-ドイツ-ウクライナ対抗戦  団体優勝、個人総合優勝、ゆか優勝、平均台2位、跳馬2位、段違い平行棒3位
  - ルーマニア選手権 個人総合優勝（シモナ・アマナールと同点）、平均台優勝、跳馬優勝、ゆか2位
  - シドニーオリンピック 団体優勝、個人総合優勝（ドーピングにより剥奪）、跳馬2位、ゆか7位
  - 中日カップ 個人総合2位、ゆか優勝、平均台2位
  - トロフィー・マシリア 団体優勝、個人総合2位、跳馬1位、ゆか2位、平均台4位、段違い平行棒6位
  - ワールドカップ・ファイナル ゆか優勝、平均台優勝、段違い平行棒3位、跳馬5位
- 2001年
  - 国際ルーマニア選手権 個人総合優勝、ゆか優勝、平均台優勝、跳馬優勝
  - 英国対ルーマニア 団体優勝、個人総合2位、ゆか優勝、平均台優勝、跳馬3位
  - オランダ対ルーマニア 団体優勝、個人総合優勝
  - 世界選手権 団体優勝、個人総合3位、ゆか優勝、平均台優勝、跳馬3位
  - トロフィー・マシリア 団体優勝、個人総合優勝、跳馬1位、平均台優勝、ゆか2位
  - 中日カップ 個人総合4位、跳馬優勝、平均台2位
- 2002年
  - 国際男女混合大会 総合優勝（マリアン・ドラグレスクと）
  - 李寧杯 ゆか4位、跳馬4位、平均台6位
  - ルーマニア選手権 チーム優勝、ゆか3位、平均台7位
  - 仏グランプリ 平均台優勝、ゆか3位
  - スコットランドグランプリ 平均台優勝、ゆか2位
  - トロフィー・マシリア 団体優勝、平均台優勝